# Заря (Рогнединский район, бывший Осовикский сельсовет)
Заря — посёлок в Рогнединском районе Брянской области России. Входит в состав Фёдоровского сельского поселения.

## География
Посёлок находится в северной части Брянской области, в зоне хвойно-широколиственных лесов, в пределах южной окраины Смоленской возвышенности, на левом берегу реки Чернейки, на расстоянии примерно 17 километров (по прямой) к северо-северо-западу от Рогнедина, административного центра района. Абсолютная высота — 192 метра над уровнем моря.

### Климат
Климат характеризуется как умеренно континентальный. Средняя температура воздуха самого тёплого месяца (июля) — 18,3 °C; самого холодного (января) — −9 °C. Безморозный период длится в среднем 133 дня. Среднегодовое количество атмосферных осадков составляет около 600 мм, из которых большая часть выпадает в тёплый период.

### Часовой пояс
Посёлок Заря, как и вся Брянская область, находится в часовой зоне МСК (московское время). Смещение применяемого времени относительно UTC составляет +3:00.

## Население
| 2010 | 2013 |
| ---- | ---- |
| 5    | ↘4   |

### Национальный состав
Согласно результатам переписи 2002 года, в национальной структуре населения русские составляли 100 % из 7 чел.